# Cookeilands honkbalteam

Vlag van de Cookeilanden.

Het Cookeilands honkbalteam is het nationale honkbalteam van de Cookeilanden. Het team vertegenwoordigt de eilandengroep tijdens internationale wedstrijden. Het Cookeilands honkbalteam hoort bij de Oceanische Honkbal Confederatie (BCO).